# Перетягування канату на літніх Олімпійських іграх 1920
Змагання з перетягування канату на VII літніх Олімпійських іграх у Антверпені (Бельгія) проводились востаннє в історії Олімпіад. У них взяли участь 5 команд-учасниць: Бельгія, Велика Британія, Італія, Нідерланди та США. Поєдинки проводились 17-18 серпня 1920 року на полі головної арени змагань — стадіону «Біршот стадіум» (англ. Beerschot Stadium).
Британська команда складалась з діючих і колишніх працівників поліції, з яких четверо — переможці і призери попередніх Олімпіад, і, доволі легко вигравши всі поєдинки, стала переможницею.
Через плутанину у звіті, деякий час точились суперечки щодо срібного і бронзового призерів змагань. Проте у офіційній доповіді остаточний результат змагань у дисципліні «Перетягування канату» (фр. Traction á la corde) був таким:
| Місце | Країна          | Золото | Срібло | Бронза | Загалом |
| ----- | --------------- | ------ | ------ | ------ | ------- |
| 1     | Велика Британія | 1      | 0      | 0      | 1       |
| 2     | Нідерланди      | 0      | 1      | 0      | 1       |
| 3     | Бельгія         | 0      | 0      | 1      | 1       |
| 4     | США             | 0      | 0      | 0      | 0       |
| 5     | Італія          | 0      | 0      | 0      | 0       |

## Команди-переможниці
| Золото | Срібло | Бронза |
| Велика Британія Джордж Каннінґ · Фред Холмс · Фредерік Гамфрейс · Едвін Міллс · Джон Севелл · Джеймс Шеферд · Гаррі Стіф · Ернест Торн | Нідерланди Вільгельмус Беккерс · Йоганнес Генґевельд · Сійтсе Янсма · Генк Янссен · Антоніус ван Лоон · Віллем ван Лоон · Марінус ван Рекум · Віллем ван Рекум | Бельгія Едуард Бургінйон · Альфонс Дукатіллон · Ремі Мартенс · Крістіан Пік · Генрі Пінтенс · Шарль ван ден Брок · Франсуа ван Гооренбек · Густав Вюйтс |